# Fudbalski Klub Velež
Fudbalski Klub Velež Mostar é uma equipe bósnia de futebol com sede em Mostar. Disputa a primeira divisão da Bósnia e Herzegovina (Premijer Liga).
O clube leva o nome de uma montanha, Velež, situada na cidade de Mostar.

## História

### Fundação e primeiros anos
O FK Velež Mostar foi fundado em 26 de Junho de 1922, durante uma reunião entre os ex-jogadores do Clube Desportivo Radnički Omladina, que foi proibido de exercer suas atividades, junto com moradores dos bairros Carina e Brankovac, para a formação de um novo clube em Mostar.
O nome do clube foi uma pauta bem discutida, com várias sugestões, até chegar em Radnički Šport Klub Velež, escolhido para homenagear a montanha Velež.
Em 1923, o clube foi invadido pelo Partido Comunista Ioguslavo, e Savo Neimarović, responsável pelo partido na cidade, se converteu em secretário do clube, que organizou jogos amistosos com outros clubes, fazendo a popularidade do clube aumentar na cidade. Com o aumento da popularidade, surgiu seu primeiro escudo, uma estrela vermelha, e mais tarde surgiu o uniforme oficial, vermelho com escudo no peito esquerdo.
Após o fim da Primeira Guerra Mundial, em 1929, o Velež se classificou para a Liga Regional de Sarajevo, após se tornar campeão de Mostar. Mas com a ditadura de 6 de Janeiro, o Imperador Alejandro I, caçou os direitos do clube e prendeu seu presidente, Uglješa Janjić.
Em 1930, o clube voltou a jogar, mas exercendo um papel discreto na Liga Regional de Sarajevo. Em 1933, o clube começou a fazer parte do comitê desportivo de Sarejevo e o clube ganhou novamente o 3º titulo de Mostar. 1934, o time ganhou ganhou o 4º Campeonato Local, e pela primeira vez na história, ganhou a Liga Regional de Sarajevo. No torneio da Ioguslávia, o Velež perdeu de 2x0, na final da Bósnia-Herzegovina, contra o Krajišnika de Bosanska Krupa.

### Anos Dourados do Clube (1967-1972)
A Idade de ouro do time começou na temporada 1967-68, quando o ex-jogador do time Sulejman Rebac se tornou treinador. O Velež havia terminado em 10º lugar na temporada anterior e a equipe estava passando por mudanças. Como a equipe já estava ficando velha, o treinador resolveu promover os jogadores jovens, mas apesar deste feito, o Velež ficou em 14° lugar.
Após várias mudanças, a equipa conseguiu melhorar, fazendo com o clube ficasse em 8° lugar na próxima temporada e em 3º na outra temporada.
Na temporada 1970-71, o Velež tinha como objetivo se tornar campeão da liga. Novos jogadores do FK Sarajevo foram contratados para esforçar a equipe. Mas nessa temporada, o Velež ficou em 8º, gerando uma grande decepção. 
A equipe conseguiu sua melhor colocação na temporada de 1972-73, que foi vice-campeã. Na temporada de 1973-74, o Velež lutou pela liderança, fazendo várias goleadas, mas acabou em 2º lugar, com os mesmos números de pontos, mas com um saldo de gol menor que o líder Hajduk Split. Depois de oito anos como treinador, Sulejman Rebac saiu do clube, e vários jogadores do Velež foram convocados pela seleção iugoslava.

## Estádio

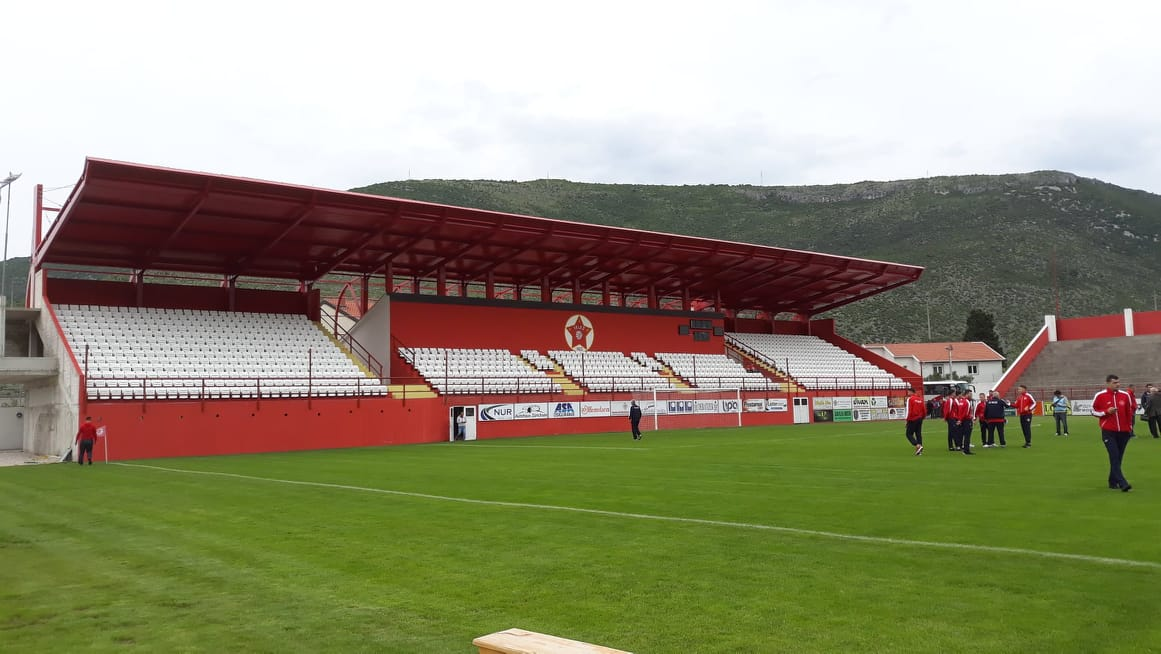
Visão do estádio Stadion Rođeni.

O atual estádio do Velež é o Estádio Rođeni, com capacidade de 7.000 pessoas. Antigamente o Velež jogava no Estadio Bijeli Brijeg, que possuía capacidade para 25.000 pessoas.

## Rivalidade
O maior rival do Velež é o Derbi de Mostar.

## Jogadores Destacados
- Hasan Salihamidžić(categorias de base)
- Sergej Barbarez
- Samir Ćemalović - "Pika"
- Elvir Čolić
- Dejan Drakul
- Adin Džafić
- Emir Hadžiđulbić
- Amer Jugo
- Adnan Kadrić
- Admir Kajtaz
- Meho Kodro
- Mustafa Kodro
- Edis Kurtanović
- Halil Mahmutović
- Danijel Majkić
- Adis Obad
- Senedin Oštraković
- Velibor Pudar
- Aleksandar Railić
- Mirnes Salihović
- Arnel Škaljić
- Asim Škaljić
- Arnel Stupac
- Admir Velagić
- Admir Vladavić
- Dženan Zaimović
- Zlatko Đorić
- Milan Knežević
- Marko Nikolić
- Goran Stokić
- Iugoslávia Sead Kajtaz
- Iugoslávia Vladimir Skočajić
- Iugoslávia Sedin Tanović
- Iugoslávia Semir Tuce